# Timur Arslánov
Timur Arslánov –en ruso, Тимур Арсланов– (Ufá, 2 de enero de 1991) es un deportista ruso de origen baskirio que compite en esgrima, especialista en la modalidad de florete.
Ganó una medalla de bronce en el Campeonato Mundial de Esgrima de 2018 y dos medallas en el Campeonato Europeo de Esgrima, oro en 2018 y plata en 2017. En los Juegos Europeos de Bakú 2015 obtuvo dos medallas, plata en la prueba individual y bronce en el torneo por equipos.

## Palmarés internacional
| Campeonato Mundial | Campeonato Mundial | Campeonato Mundial | Campeonato Mundial  |
| Año                | Lugar              | Medalla            | Prueba              |
| ------------------ | ------------------ | ------------------ | ------------------- |
| 2018               | Wuxi (China)       | Medalla de bronce  | Florete por equipos |
| Juegos Europeos    |                    |                    |                     |
| Año                | Lugar              | Medalla            | Prueba              |
| 2015               | Bakú (Azerbaiyán)  | Medalla de plata   | Florete individual  |
| 2015               | Bakú (Azerbaiyán)  | Medalla de bronce  | Florete por equipos |
| Campeonato Europeo |                    |                    |                     |
| Año                | Lugar              | Medalla            | Prueba              |
| 2017               | Tiflis (Georgia)   | Medalla de plata   | Florete por equipos |
| 2018               | Novi Sad (Serbia)  | Medalla de oro     | Florete por equipos |